# رناز هتش
رناز هتشأو ريبونوكلياز هتش (بالإنجليزية: RNase H)‏هو إنزيم تفكيك الرنا (وهو جزء من إنزيم الاستناخ العكسي الذي يفصل دنا الڤيروس HIV، الذي ركب للتو، في الرنا) .حيث يقوم بتفكيك قسم من رنا من قطعة اوكازاكي ويركب DNA PM قطعة DNA بدلا ً منها .

## الوظيفة
يبدأ إنزيم رناز هتش في تحليل الحامض النووي الريبوزى المهجن الناتج عن عملية النسخ العكسي
في نشاط ريبونوكلياز وريبونوكلياز H ليشق السند 3'-OP من الحمض ريبي نووي في DNA / RNA المزدوج لإنتاج منتجات 3'-الهيدروكسيل و5'-الفوسفات وإنهاؤها. في تكرار الحمض النووي ، إنزيم رناز هتش هو المسؤولة عن إزالة التمهيدي رنا، مما يتيح الانتهاء من الحمض النووي وتوليفها حديثا.

## الهيكل
هيكل 3-D من ريبونوكلياز H يتكون عادة من 5 تقاطعات β ورقة البيتا (β sheet أوβ-pleated sheet ) α-اللوالب أو ألفا الحلزون(Alpha helix). وفي بعض ريبونوكلياز H، مثل تلك التي تظهرت في HIV-1، وانزيم مفقود واحد من اللوالب المعروفة باسم C-الحلزون، وهو موجب الشحنة في ألفا الحلزون الذي يزيد من قدرة الركيزة لملزم شكل تبارزي. و الذي يتركز الإنزيم حوله ليعزر DEDD الحفظ (التي تتألف من المخلفات: D443، E478، D498 ، وD549) الذي يؤدي إلى التحلل من ركيزة الحمض ريبي نووي. المغنيسيوم يستخدم أيون عادة باعتباره العامل المساعد خلال خطوات التحلل . والذي هو أيضا آلية ممكنة ولكن غير مؤكدة في الأيونات المتعددة والتي هي ضرورية لأداء التحلل. يحتوي أيضا إنزيم ملزمة الحمض النووي المشقوق حوالي 60 ألف في طول التي يمكن أن تشمل منطقة من 18 منضم للرنا RNA / في أزواج قاعدة الحمض النووي.

## آلية العمل

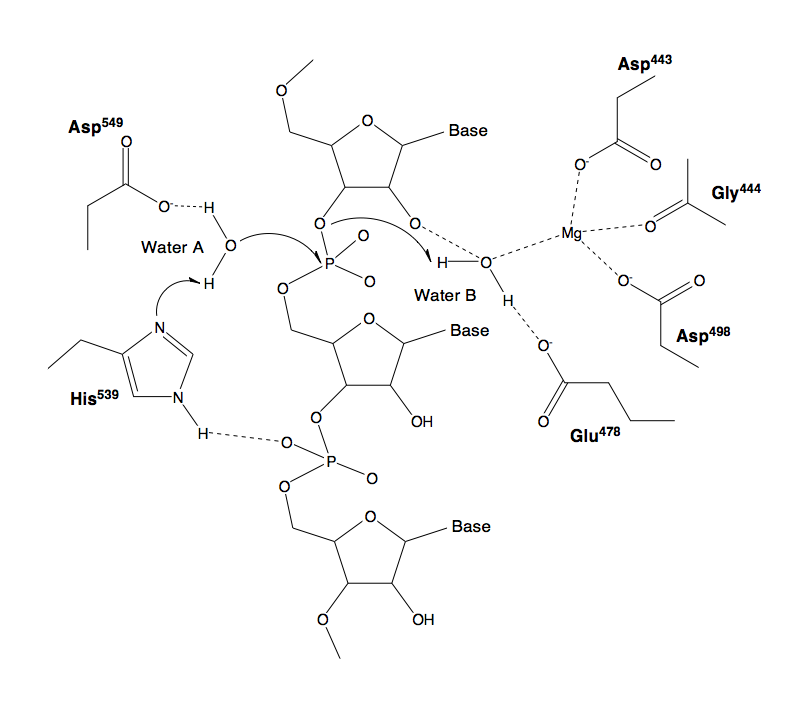
آلية مقترحة لعمل رناز هتش

المقترح HIV-1 ريبونوكلياز H آلية

## الجينات
الجينات البشرية التالية ترمز للبروتينات المرتبطة مع نشاط رناز هتش:
صبغي 19q12)ERVK6 )
صبغي ريناو هتش 1(RNASEH1)
صبغي ريناز هتش2الفا(RNASEH2A )
صبغي ريناز هتش2بي(RNASEH2B)
صبغي ريناز هتش2سي(RNASEH2C)

## وصلات اضافية
- GeneReviews/NCBI/NIH/UW entry on Aicardi-Goutières Syndrome
- RNase+H في المكتبة الوطنية الأمريكية للطب نظام فهرسة المواضيع الطبية (MeSH).